# (24109) 1999 VO20
A (24109) 1999 VO20 a Naprendszer kisbolygóövében található aszteroida. Charles W. Juels fedezte fel 1999. november 11-én.